# Логожское княжество
Логожское (Логойское) княжество — удельное западнорусское княжество с центром в городе Логойск (Логожск).
Логойский удел был выделен из Изяславльского княжества во 2-й половине XII века. Точные границы княжества XII века не установлены.
Согласно Ипатьевской летописи, в 1180 году в Логойске княжил Всеслав Микулич, союзник Изяславльских и Полоцко-Витебских князей. В 1186 году, согласно Лаврентьевской летописи, в Логойске княжил Василько Володаревич, очевидно, из рода князей Менских, который вместе с новгородцами, смолянами и дручанами выступил против полочан.
Позднее, Логойским княжеством владели Гедиминовичи, в том числе Скиргайло, Витовт и Андрей Владимирович. В это время княжество состояло из трех волостей — Логойской, Гайнской и Хорецкой.

## Князья Логожские
- 1180: Всеслав Микулич
- 1186: Василько Володаревич